# Cantharellus pallens
Girolle pruineuse, Girolle ferrugineuse
Espèce
Cantharellus pallens, la Girolle pruineuse ou Girolle ferrugineuse, est une espèce de champignons basidiomycètes de la famille des Hydnaceae ou des Cantharellaceae.

## Description
Cantharellus pallens est souvent confondue avec Cantharellus cibarius, la Girolle commune et est tout aussi commune. Toutefois elle s'en distingue par une couleur légèrement plus pâle, une pruine blanche qui recouvre le chapeau, ainsi qu'une apparition plus tôt dans la saison (dès juin)[source insuffisante]. Ce champignon est un excellent comestible quoiqu'un peu moins réputé que Cantharellus cibarius.

## Galerie

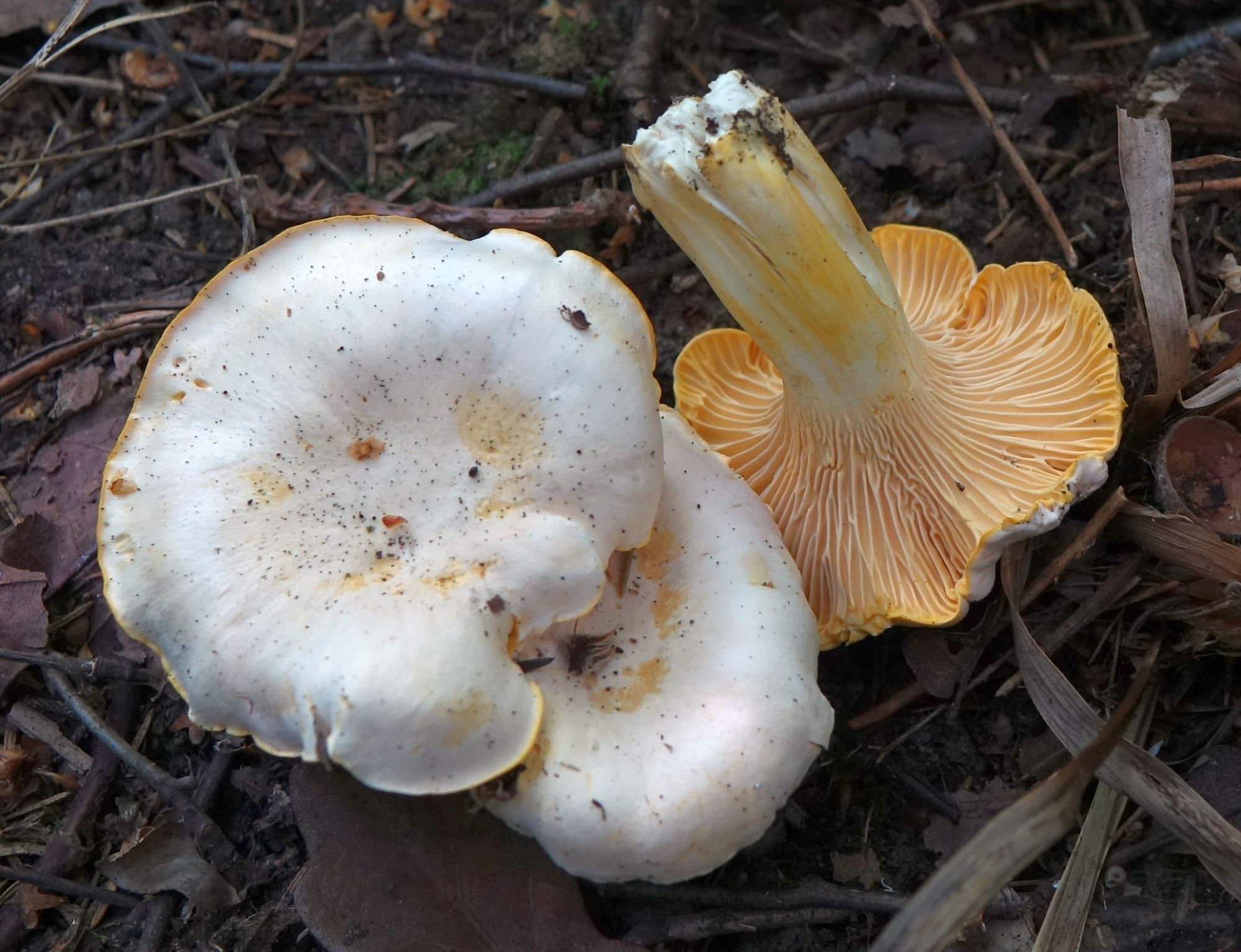
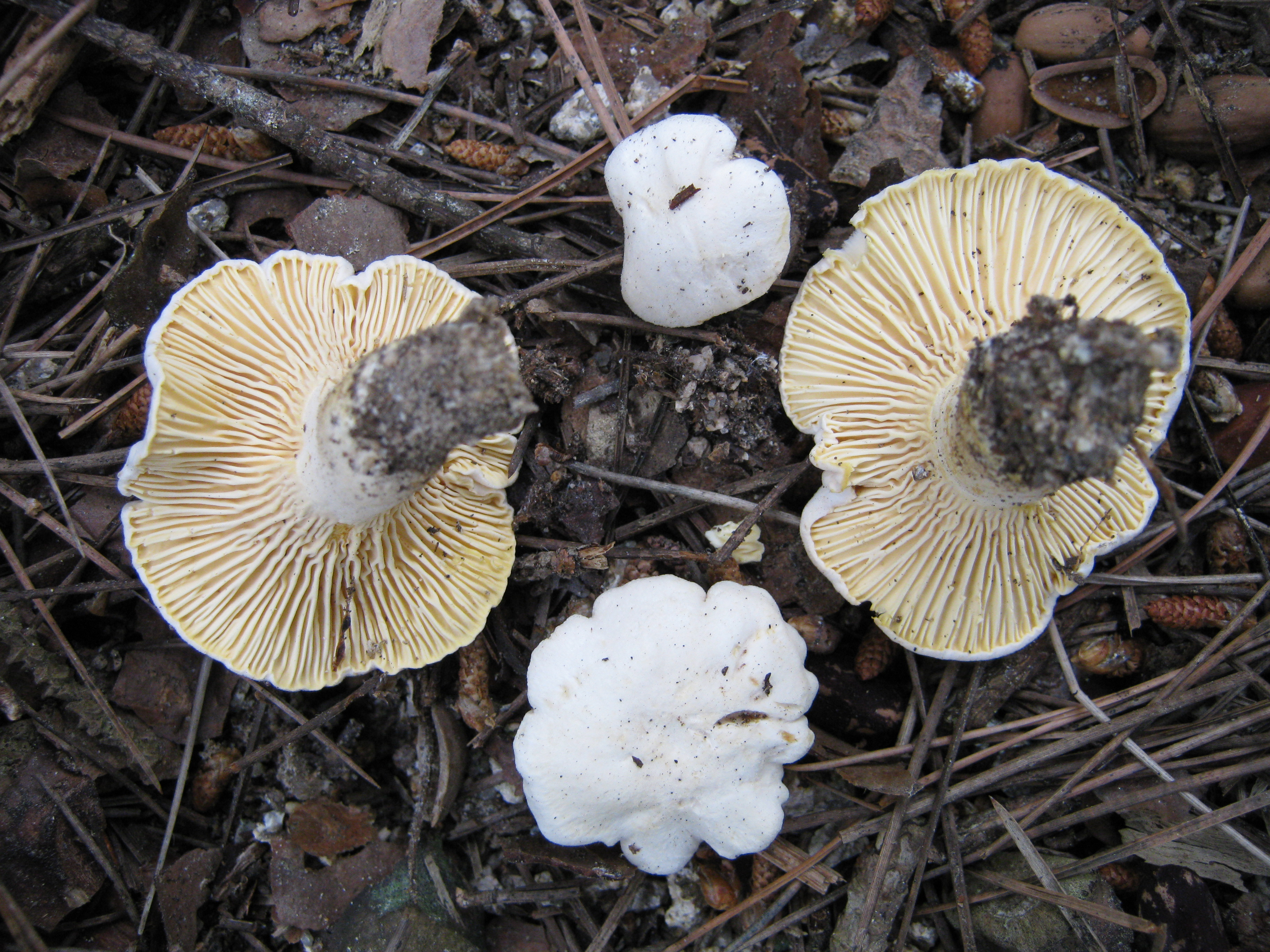
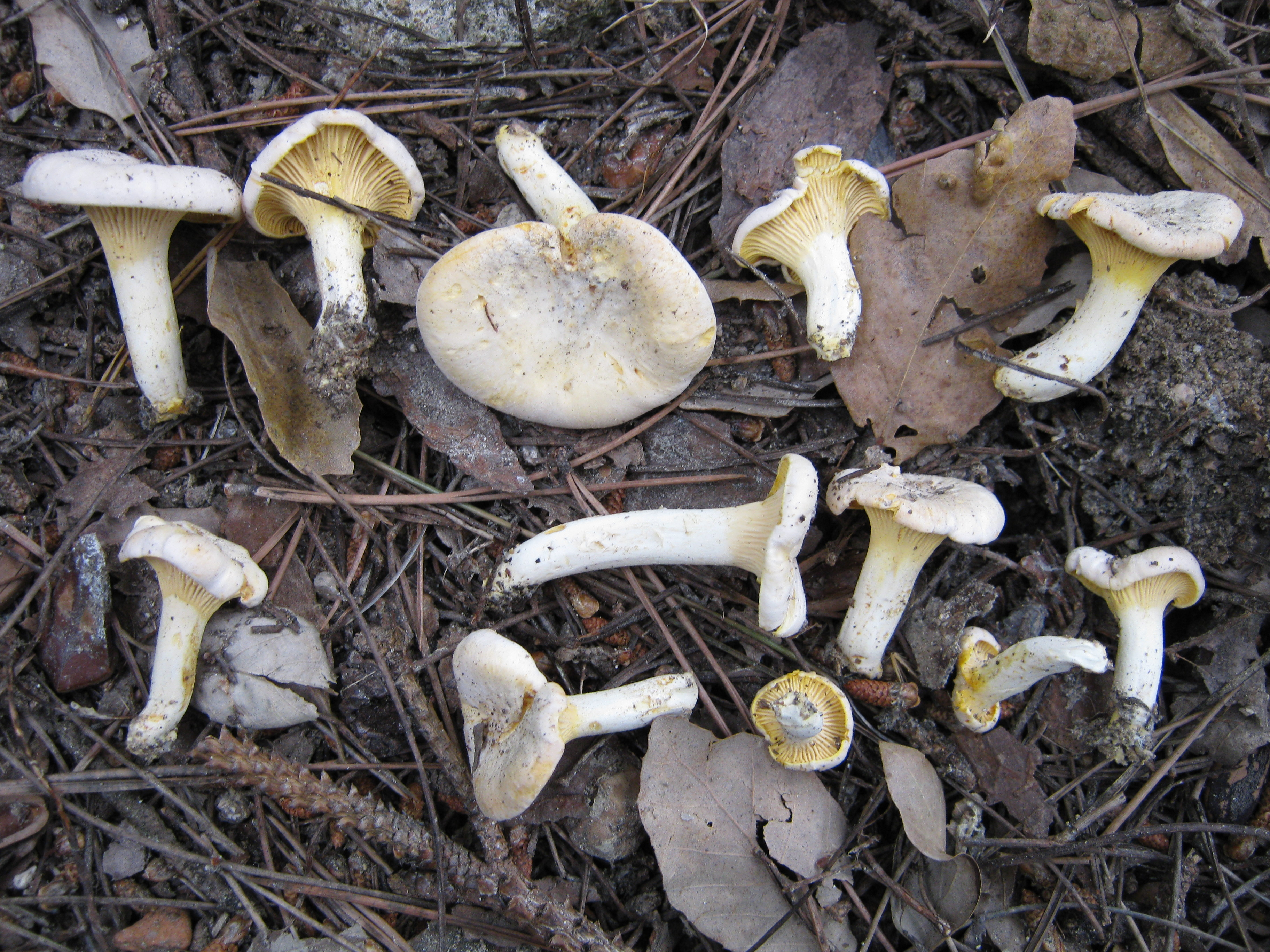

## Systématique
Le nom correct complet (avec auteur) de ce taxon est Cantharellus pallens Pilát, 1959.
Ce taxon porte en français les noms vulgaires de « Girolle pruineuse , » et « Girolle ferrugineuse ».
Cantharellus pallens a pour synonymes :
- Cantharellus cibarius var. albus Maire
- Cantharellus cibarius var. bicolor Maire
- Cantharellus cibarius var. pallens
- Cantharellus pallidus Velen.
- Cantharellus subpruinosus Eyssart. & Buyck